# مطار أورمية شهيد بكري الدولي
مطار أورمية شهيد بكري الدولي (بالفارسية: فرودگاه بین‌المللی شهید باکری ارومیه) (إياتا: OMH، إيكاو: OITR) هو مطار يخدم المنطقة الوسطى من مقاطعة أورمية في محافظة أذربيجان الغربية، إيران.

## شركات الطيران والوجهات
| شركـات طيـران           | الوجهات                                  |
| ----------------------- | ---------------------------------------- |
| الأناضول جت             | Istanbul–Sabiha Gökçen                   |
| ATA Airlines            | Mashhad، Najaf، Tehran–Mehrabad          |
| Caspian Airlines        | Tehran–Mehrabad                          |
| الخطوط الجوية الإيرانية | Rasht، طهران–مهراباد موسمي: جدة، المدينة |
| آسمان للطيران           | Mashhad، Tehran–Mehrabad                 |
| Pouya Air               | أربيل، طهران–مهراباد                     |
| Qeshm Air               | Tehran–Mehrabad                          |
| Varesh Airlines         | Mashhad، Tehran–Mehrabad                 |

## الأحداث والحوادث
- في 9 كانون الثاني (يناير) 2011 ، تحطمت الرحلة رقم 277 التابعة للخطوط الجوية الإيرانية والتي أسفرت عن مقتل 77 شخصًا.

## روابط خارجية
- حالة الطقس في مطار أورمية شهيد بكري الدولي.
- تاريخ الحوادث لـ (OMH) على شبكة سلامة الطيران.